# 1972年夏季奥林匹克运动会特立尼达和多巴哥代表团
1972年夏季奥林匹克运动会特立尼达和多巴哥代表团是特立尼达和多巴哥派出的1972年夏季奥林匹克运动会代表团。